# 汎函数行列式
函数空間 V からそれ自身への線型写像を S とすると、行列式の無限次元への一般化が可能なことがしばしばある。この量 det(S) を S の 汎函数行列式 (英: functional determinant)と言う。
汎函数行列式の公式がいくつかあり、それらは皆、対角化可能な有限次元の行列に対しては行列式が固有値の積に等しいという事実を基礎としている。数学的には、作用素のゼータ函数を通して厳密に定義される。
{\displaystyle \zeta _{S}(a)=\operatorname {tr} \,S^{-a}\,,}
ここに tr は汎函数のトレースを意味し、従って汎函数行列式は、
{\displaystyle \det S=e^{-\zeta _{S}'(0)}\,,}
で定義される。ここに s = 0 でのゼータ函数は解析接続により定義される。別な一般化された方法も可能であり、物理学者が量子場理論でファインマンの経路積分の定式化に用いる、汎函数積分の方法がある。
{\displaystyle \det S\propto \left(\int _{V}{\mathcal {D}}\phi \;e^{-\langle \phi ,S\phi \rangle }\right)^{-2}\,.}
この経路積分は、ある発散する乗数因子の差を除いたときのみ、うまく定義できる。この厳密な意味を与えるために、他の汎函数行列式で割る必要があり、見せかけの定数の打ち消しがなされる。
現在は、これらが表現上は2つの異なる汎函数行列式で、一方は量子場理論に由来を持つもので、他方はスペクトル理論に由来を持つものである。どちらも正規化の一種で、物理で普通に行われる定義は、2つの行列式を単に比較することができるということを意味しているが、数学ではゼータ函数が使われる。Osgood, Phillips & Sarnak (1988) は、量子場理論で定式化された2つの汎函数行列式が、ゼータ函数正規化によって得られた結果に一致するということを示した。

## 定義公式

### 経路積分版
有限次元ユークリッド空間 V 上の正定値の自己共役作用素 S では、次が成立する。
{\displaystyle {\frac {1}{\sqrt {\det S}}}=\int _{V}e^{-\pi \langle x,Sx\rangle }\,dx}
問題は無限次元の空間上の作用素 S の汎函数行列式にどのようにして意味を与えるかという問題である。量子場理論で普通使う一つのアプローチは、閉区間上の連続した経路から函数空間がなるとして、形式的に次の積分を計算しようとする。
{\displaystyle \int _{V}e^{-\pi \langle \phi ,S\phi \rangle }\,{\mathcal {D}}\phi }
ここに V は函数空間で {\displaystyle \langle -,-\rangle } は L2 内積、 {\displaystyle {\mathcal {D}}\phi } はウィナー測度である。S の基本前提として作用素が自己共役であり、L2空間上で完全系をなす固有函数 f1, f2, f3… に対応して、離散的なスペクトル λ1, λ2, λ3… を持つとする。（例えば、コンパクトな区間 Ω 上の二階微分作用素の場合と同様にである）このことは大まかには、すべての函数 φ が函数 fi の線型結合として書くことができる。
{\displaystyle |\phi \rangle =\sum _{i}c_{i}|f_{i}\rangle \quad {\text{with }}c_{i}=\langle f_{i}|\phi \rangle .\,}
よって、指数関数の中の内積は次のように書くことができる。
{\displaystyle \langle \phi |S|\phi \rangle =\sum _{i,j}c_{i}^{*}c_{j}\langle f_{i}|S|f_{j}\rangle =\sum _{i,j}c_{i}^{*}c_{j}\delta _{ij}\lambda _{i}=\sum _{i}|c_{i}|^{2}\lambda _{i}.}
函数 fi を基底にとれば、汎函数の積分はすべての基底関数を渡る積分に還元される。形式的には有限次元の場合から無限次元の場合への直観を働かせれば、測度は次の式となる。
{\displaystyle {\mathcal {D}}\phi =\prod _{i}{\frac {dc_{i}}{2\pi }}.}
このことから汎函数積分はガウス積分の積になる。
{\displaystyle \int _{V}{\mathcal {D}}\phi \;e^{-\langle \phi |S|\phi \rangle }=\prod _{i}\int _{-\infty }^{+\infty }{\frac {dc_{i}}{2\pi }}e^{-\lambda _{i}c_{i}^{2}}.}
従って、積分は計算ができて、次の式となる。
{\displaystyle \int _{V}{\mathcal {D}}\phi \;e^{-\langle \phi |S|\phi \rangle }=\prod _{i}{\frac {1}{2{\sqrt {\pi \lambda _{i}}}}}={\frac {N}{\sqrt {\prod _{i}\lambda _{i}}}}}
ここに N はある正規化プロセスによって扱われるべき無限となる定数である。すべての固有値の積は有限次元の行列式に等しく、形式的にこれを無限次元の場合の定義にも用いる。
{\displaystyle \int _{V}{\mathcal {D}}\phi \;e^{-\langle \phi |S|\phi \rangle }\propto {\frac {1}{\sqrt {\det S}}}.}
もしすべての量が何らかの適当な意味で収束すると、汎函数行列式は古典的極限として書くことができる(Whittaker,Watson)。そうでなければ、他の種類の発散級数の扱いを行う必要がある。最も一般的に行われる汎函数行列式の計算は、ゼータ函数正規化である。 例えば、ゼータ函数正規化は、ミナクシサンドラム・プレイジェルゼータ函数を使い、リーマン多様体の上のラプラス作用素やディラック作用素の汎函数行列式の計算が可能である。それができなければ、発散する定数をキャンセルするために、2つの行列式の商を取ることを考える必要がある。

### ゼータ函数版
S をコンパクトな台を持つ正定値で滑らかな(微分可能な)係数をもつ楕円型微分作用素とする。つまり、ある定数 c > 0 が存在し、
{\displaystyle \langle \phi ,S\phi \rangle \geq c\langle \phi ,\phi \rangle }
をすべてのコンパクトな台を持つ滑らかな函数 φ に対して成り立つとする。すると、S は下界 c を持つ L2 の自己共役作用素へ拡大が可能である。S の固有値は数列
{\displaystyle 0<\lambda _{1}\leq \lambda _{2}\leq \cdots ,\qquad \lambda _{n}\to \infty .}
として並べることができ、従って S のゼータ函数は級数により定義される。を参照のこと。
{\displaystyle \zeta _{S}(s)=\sum _{n=1}^{\infty }{\frac {1}{\lambda _{n}^{s}}}.}
ζS が全複素平面での有理型関数に拡張できる。  さらに、一般的な状況下ではゼータ函数を定義できるが、ゼータ函数は楕円型微分作用素（もしくは擬微分作用素）は {\displaystyle s=0} で正規(regular)となる。
形式的に、この級数を項別に微分すると、
{\displaystyle \zeta _{S}'(s)=\sum _{n=1}^{\infty }{\frac {-\log \lambda _{n}}{\lambda _{n}^{s}}},}
が得られ、従って汎函数行列式はうまく定義でき、定義は
{\displaystyle \det S=\exp \left(-\zeta _{S}'(0)\right).}
により与えられる。ゼータ函数の解析接続はゼロで正規(regular)であるから、この式は行列式の定義として厳密であることになる。
この種類のゼータ函数正規化の作用素の行列式は、{\displaystyle \sum _{n=0}^{\infty }{\frac {1}{(n+a)}}} の形の和を評価する際、'a'を渡る積分が {\displaystyle \sum _{n=0}^{\infty }log(n+a)} を与えるときにも現れる。この和はまさに調和振動子の汎函数行列式の対数と考えることができ、最後の値は {\displaystyle -\partial _{s}\zeta _{H}(0,a)} に等しい。ここに {\displaystyle \zeta _{H}(s,a)} はフルビッツのゼータ函数である。

## 実際の例

The infinite potential well with A = 0.

### 井戸型ポテンシャル
井戸型ポテンシャルの中の量子力学的粒子の運動を記述する次の式で定義される汎函数行列式の計算をしよう。
{\displaystyle \det \left(-{\frac {d^{2}}{dx^{2}}}+A\right)\qquad (x\in [0,L]),}
ここに A はポテンシャルの深さで L は井戸の幅とする。作用素を対角化し固有値を掛け合わせることで、行列式を計算しよう。そこで、あって欲しくない発散定数に悩まされないためには、深さ A の作用素と深さ A = 0 の作用素との間で割り算をし、商を計算しよう。このポテンシャルの固有値は
{\displaystyle \lambda _{n}={\frac {n^{2}\pi ^{2}}{L^{2}}}+A\qquad (n\in \mathbb {N} _{0}).}
に等しい。
このことは
{\displaystyle {\frac {\det \left(-{\frac {d^{2}}{dx^{2}}}+A\right)}{\det \left(-{\frac {d^{2}}{dx^{2}}}\right)}}=\prod _{n=1}^{+\infty }{\frac {{\frac {n^{2}\pi ^{2}}{L^{2}}}+A}{\frac {n^{2}\pi ^{2}}{L^{2}}}}=\prod _{n=1}^{+\infty }\left(1+{\frac {L^{2}A}{n^{2}\pi ^{2}}}\right).}
であることを意味する。さて、正弦函数のオイラーの無限積を使い
{\displaystyle \sin z=z\prod _{n=1}^{\infty }\left(1-{\frac {z^{2}}{n^{2}\pi ^{2}}}\right)}
となり、このことから同様な双曲正弦函数を導くことができる。
{\displaystyle \sinh z=-i\sin iz=z\prod _{n=1}^{\infty }\left(1+{\frac {z^{2}}{n^{2}\pi ^{2}}}\right).}
これを適用して、次のことが分かる。
{\displaystyle {\frac {\det \left(-{\frac {d^{2}}{dx^{2}}}+A\right)}{\det \left(-{\frac {d^{2}}{dx^{2}}}\right)}}=\prod _{n=1}^{+\infty }\left(1+{\frac {L^{2}A}{n^{2}\pi ^{2}}}\right)={\frac {\sinh L{\sqrt {A}}}{L{\sqrt {A}}}}.}

### 他の作用素の行列式を計算する方法
1-次元のポテンシャルでは、汎函数行列式の形を少し変える変形が存在する。それは次の表現を考えることにベースがある。
{\displaystyle {\frac {\det \left(-{\frac {d^{2}}{dx^{2}}}+V_{1}(x)-m\right)}{\det \left(-{\frac {d^{2}}{dx^{2}}}+V_{2}(x)-m\right)}}}
ここに m は複素数の定数で、この表現は m の有理型函数で、m がポテンシャル V1(x) を持つ作用素の固有値に等しいときにはゼロ点を持ち、V2(x) を持つ作用素の固有値の時には極を持つ。ここで、次の方程式を満たす函数 ψm1 と ψm2 を考える。
{\displaystyle \left(-{\frac {d^{2}}{dx^{2}}}+V_{i}(x)-m\right)\psi _{i}^{m}(x)=0}
また、この函数は次の境界条件を満たすとする。
{\displaystyle \psi _{i}^{m}(0)=0,\quad \qquad {\frac {d\psi _{i}^{m}}{dx}}(0)=1.}
もし、函数
{\displaystyle \Delta (m)={\frac {\psi _{1}^{m}(L)}{\psi _{2}^{m}(L)}},}
で、m の有理型函数となっているものを考えると、計算しようとしている行列式の商として同じ極とゼロ点を持っていることがわかる。もし m が作用素番号1の固有値であれば ψm1(x) は ψm1(L) = 0 を意味する固有値であり、分母に対しても同じことが言える。リウヴィルの定理によって2つの同じ極とゼロ点をもつ有理型函数は互いに比例関係にあるはずである。今の場合は、比例定数は1であることが判明しているので、m のすべての値に対して
{\displaystyle {\frac {\det \left(-{\frac {d^{2}}{dx^{2}}}+V_{1}(x)-m\right)}{\det \left(-{\frac {d^{2}}{dx^{2}}}+V_{2}(x)-m\right)}}={\frac {\psi _{1}^{m}(L)}{\psi _{2}^{m}(L)}}}
を得る。m = 0 に対しては、
{\displaystyle {\frac {\det \left(-{\frac {d^{2}}{dx^{2}}}+V_{1}(x)\right)}{\det \left(-{\frac {d^{2}}{dx^{2}}}+V_{2}(x)\right)}}={\frac {\psi _{1}^{0}(L)}{\psi _{2}^{0}(L)}}.}
を得る。

### 井戸型ポテンシャルの再検討
前節の問題は、この定式化をさらに簡単に解くことができる。函数 ψ0i(x) は次の関係式に従う。
{\displaystyle {\begin{aligned}&\left(-{\frac {d^{2}}{dx^{2}}}+A\right)\psi _{1}^{0}=0,\qquad \psi _{1}^{0}(0)=0\quad ,\qquad {\frac {d\psi _{1}^{0}}{dx}}(0)=1,\\&-{\frac {d^{2}}{dx^{2}}}\psi _{2}^{0}=0,\qquad \psi _{2}^{0}(0)=0,\qquad {\frac {d\psi _{2}^{0}}{dx}}(0)=1,\end{aligned}}}
さらに、次の解を与える。
{\displaystyle {\begin{aligned}&\psi _{1}^{0}(x)={\frac {1}{\sqrt {A}}}\sinh x{\sqrt {A}},\\&\psi _{2}^{0}(x)=x.\end{aligned}}}
このことは次の最終的な表現を与える。
{\displaystyle {\frac {\det \left(-{\frac {d^{2}}{dx^{2}}}+A\right)}{\det \left(-{\frac {d^{2}}{dx^{2}}}\right)}}={\frac {\sinh L{\sqrt {A}}}{L{\sqrt {A}}}}.}